# Bassania annulifera
Bassania annulifera là một loài bướm đêm trong họ Geometridae.